# Michael Gravgaard
Michael Gravgaard, född 3 april 1978 i Randers, Danmark, är en dansk före detta fotbollsspelare. Under sin karriär så spelade han för bland annat FC Köpenhamn, Nantes och Hamburger SV. Han gjorde även 18 landskamper och 5 mål för det danska landslaget.